# Expedición Shackleton–Rowett

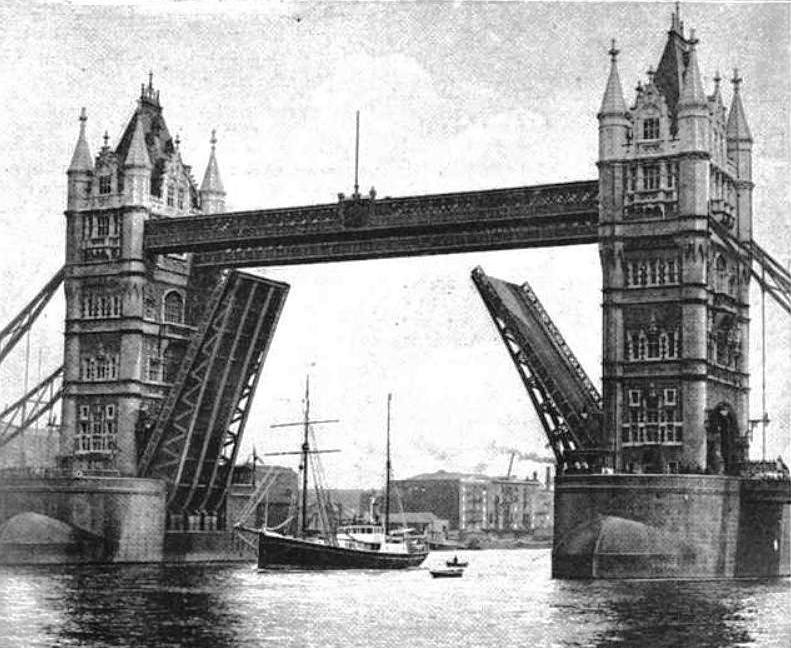
El Quest, barco de la expedición pasando bajo el puente de la Torre de Londres antes de iniciar su viaje a la Antártida.

La Expedición Shackleton-Rowett (1921-1922) fue la última expedición antártica dirigida por Sir Ernest Shackleton, y supuso el último episodio de la Edad heroica de la exploración de la Antártida. La expedición fue financiada por el empresario John Quiller Rowett, y es conocida como Expedición Quest, por el nombre del pequeño barco ballenero noruego reconvertido que fue utilizado en la expedición.
El plan original era explorar un sector del océano Ártico en la zona del mar de Beaufort, pero el plan se cambió pasando a ser la Antártida el objetivo de la expedición después de que el gobierno canadiense anulase su apoyo financiero. Los objetivos de la expedición nunca se formularon claramente, pero en un sentido amplio incluían la realización de estudios oceanográficos y la exploración y cartografiado de las costas. El barco, más pequeño que cualquier otro utilizado en los recientes viajes a la Antártida, resultó insuficiente para la tarea, el viaje se retrasó por su mal desempeño en el mar y por los frecuentes fallos que tenía el motor, lo que provocó una demora para reparaciones en el puerto de Río de Janeiro. Antes de que el trabajo de la expedición pudiese comenzar, falleció Shackleton a bordo del barco, justo después de su llegada a la subantártica isla de Georgia del Sur.
El plan que se ejecutó fue un bosquejo del inicial, consistió en un viaje de tres meses a la región oriental de la Antártida, bajo la dirección del segundo al mando Frank Wild. En estas aguas, se pusieron a prueba las carencias del Quest, su velocidad lenta, su gran consumo de combustible, una tendencia a rolar con mar gruesa, y constantes vías de agua. El buque no pudo continuar más allá de la longitud 20°E, muy lejos de su objetivo previsto, y, además, la baja potencia del motor se hacía insuficiente para penetrar en la banquisa. Tras varios intentos infructuosos para avanzar hacia el sur a través de la capa de hielo, Wild regresó con el buque a Georgia del Sur, después de una nostálgica visita a la Isla Elefante, donde él y otras veintiuna personas habían sido abandonados temporalmente tras el hundimiento del buque Endurance durante la Expedición Imperial Trans-Antártica de Shackleton seis años antes.
Wild había previsto realizar una segunda temporada más productiva en los mares antárticos, por ello llevó el barco a Ciudad del Cabo para hacer allí una revisión. Una vez en puerto, recibió un mensaje de Rowett ordenándole regresar con el barco a Inglaterra, de ese modo terminó la expedición en silencio. Aunque no se le da mucha importancia a esta expedición en la historia de la exploración polar, el viaje del Quest tiene una relevancia histórica por ser el último de la llamada Edad heroica de la exploración de la Antártida, después comenzó la llamada "Edad Mecánica". En última instancia, el hecho que en la memoria pública define este punto final, y que eclipsó todas las actividades de la expedición, fue la muerte prematura de Shackleton.

## Antecedentes

### Después delEndurance
Después de ayudar a rescatar a los diversos grupos de hombres de la Expedición Endurance que habían quedado desamparados, Shackleton regresó a Gran Bretaña a finales de mayo de 1917, mientras la Primera Guerra Mundial estaba en su apogeo. Demasiado mayor para alistarse, sin embargo, buscó un papel activo en el esfuerzo de guerra, y, finalmente, fue enviado a Múrmansk con el rango temporal de mayor, formando parte de una expedición militar al norte de Rusia. Esta misión no satisfizo a Shackleton, y expresó su descontento en las cartas a casa: "Yo siento que no soy útil para nadie a menos que me encuentre enfrentándome a las tormenta en territorios inexplorados." Regresó a Inglaterra en febrero de 1919 y comenzó a desarrollar planes para crear una empresa que, con la cooperación del Gobierno Blanco de Rusia del Norte, explotase los recursos naturales de la región. Este plan no llegó a nada, ya que el Ejército Rojo se hizo con el control de esa parte de Rusia durante la guerra civil rusa; Shackleton se vio obligado, cada vez más, a dar conferencias como única manera de conseguir ingresos. En el Teatro de la Filarmónica en Great Portland Street, Londres, durante el invierno de 1919-20, estuvo dando conferencias dos veces al día, seis días a la semana, durante cinco meses. Al mismo tiempo, a pesar de las grandes deudas pendientes de la Expedición Endurance, comenzó la planificación de una nueva empresa de exploración.

### Propuesta canadiense

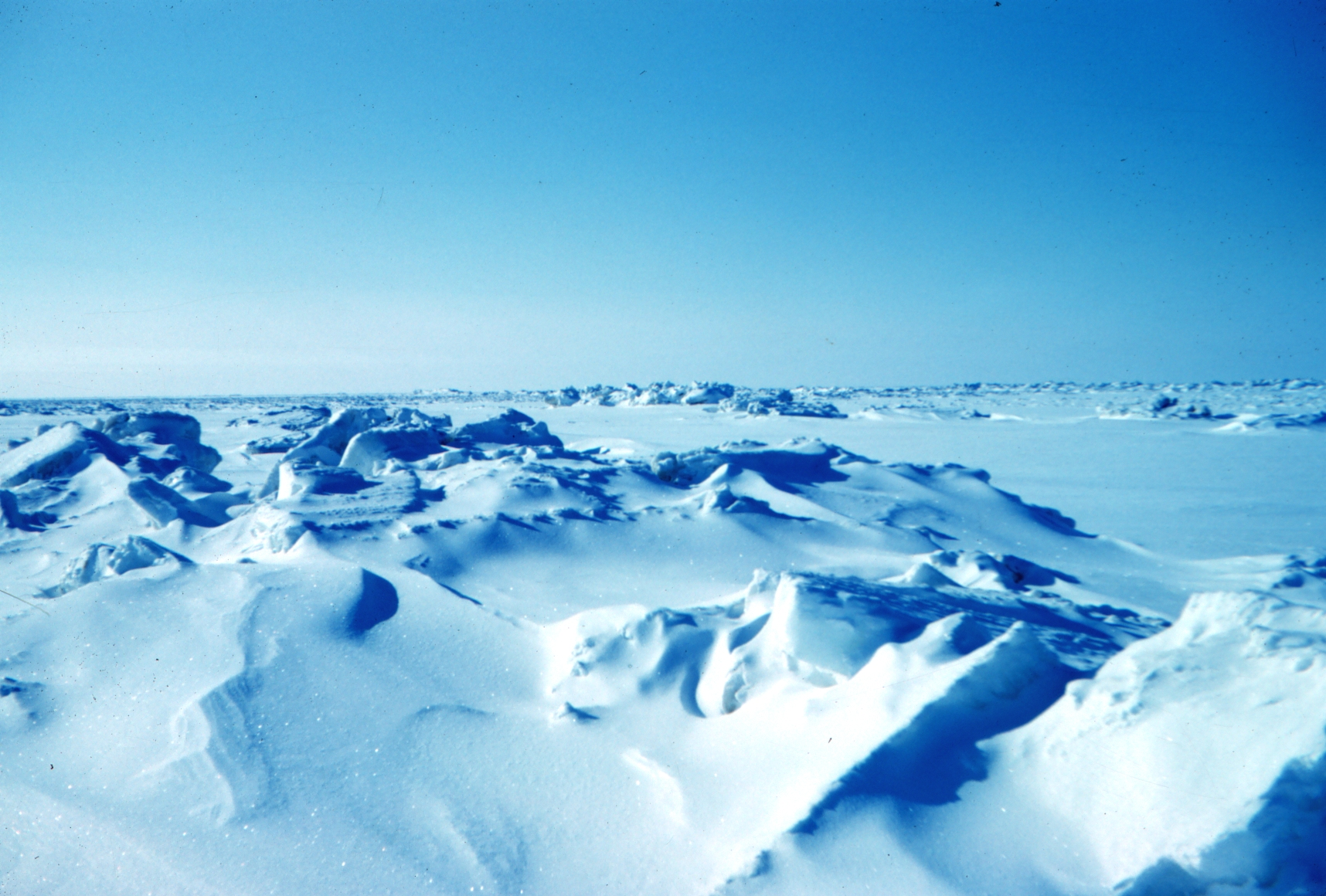
Densa banquisa en el mar de Beaufort.

Shackleton había decidido alejarse de la Antártida e ir hacia el norte, para "llenar ese gran vacío que ahora se llama mar de Beaufort". Esta zona del océano Ártico, al norte de Alaska y al oeste del Archipiélago ártico canadiense, estaba en gran medida inexplorada; Shackleton creía, sobre la base de los datos sobre las mareas, que el mar escondía grandes masas de tierra sin descubrir y que hallarlas "sería uno de los más grandes logros científicos de interés para el mundo, aparte de su posible valor económico". También esperaba llegar al Polo Norte de inaccesibilidad, el punto más remoto de las regiones árticas. En marzo de 1920, sus planes recibieron la aprobación general de la Royal Geographical Society (RGS), y fueron apoyados por el gobierno canadiense. Sobre esta base, Shackleton se dedicó a conseguir la financiación necesaria, que estimaba en 50.000 libras esterlinas (alrededor de 1,6 millones de libras esterlinas de 2008). Más tarde, ese año, Shackleton se encontró por casualidad a un antiguo compañero de colegio, John Quiller Rowett, que estuvo de acuerdo en poner una cantidad de dinero en efectivo para que Shackleton pudiese comenzar. En enero de 1921, con ese dinero pudo Shackleton comprar un barco ballenero noruego, el Foca I, y proceder a la compra de otros equipos así como contratar la tripulación.
En mayo de 1921, los planes canadienses fueron abandonados. La política del gobierno de Canadá sobre la financiación de las expediciones al parecer cambió, y tras una serie de telegramas entre Shackleton y el nuevo primer ministro canadiense, Arthur Meighen, se produjo la retirada del apoyo al explorador. La respuesta de Shackleton fue no cancelar la expedición, sino reorientarla. A mediados de mayo, su socio Alexander Macklin, que se encontraba en Canadá, negoció la compra de perros, allí recibió un telegrama que le notificaba el cambio de destino, que ahora era la Antártida y con el objetivo de realizar un variado programa de exploración, cartografía de zonas costeras, prospección minera y de investigación oceanográfica en aguas del sur.

## Preparativos para la Antártida

### Objetivos

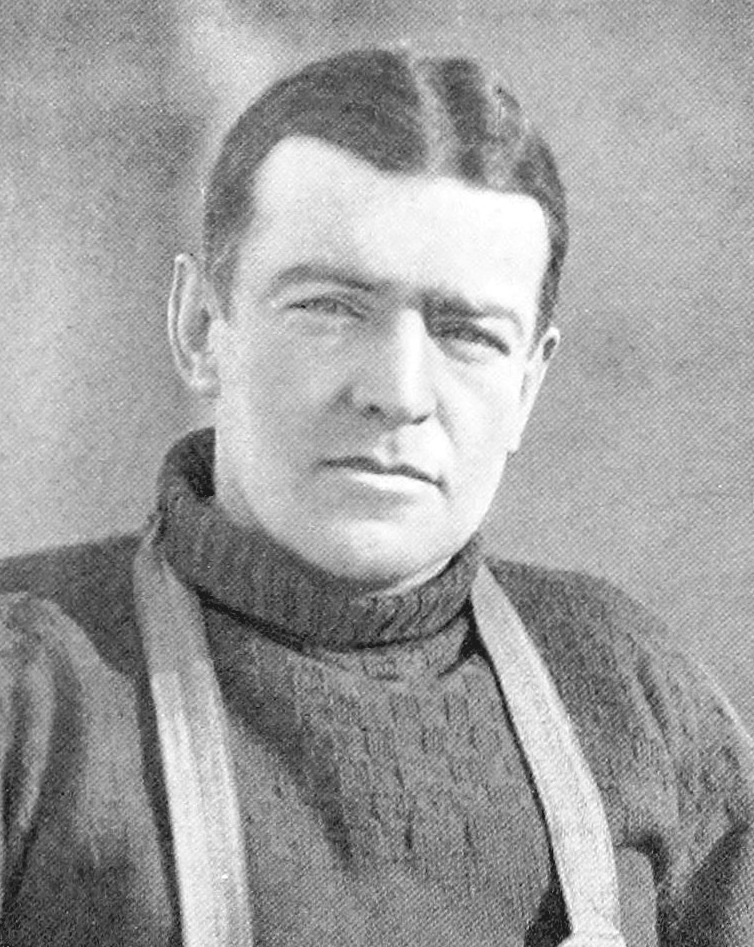
Sir Ernest Shackleton, jefe de la expedición.

Incluso antes del fracaso de sus negociaciones con el gobierno canadiense, Shackleton había estado considerando el viaje al sur como una posible alternativa a la expedición al mar de Beaufort. Según Hugh Robert Mill, bibliotecario del RGS, ya en marzo de 1920 Shackleton había hablado de dos planes de exploración, uno era la exploración del mar de Beaufort, y el otro "una expedición oceanográfica con el objeto de visitar todas las islas poco conocidas del Atlántico Sur y del Pacífico Sur". En junio de 1921, el plan se había ampliado para incluir una circunnavegación del continente antártico y el cartografiado de unos 3.200 km de costa inexplorada. Se incluyó la búsqueda de islas subantárticas "perdidas" o mal registradas en los mapas, la investigación de los posibles recursos minerales en esas nuevas tierras para verificar su posible explotación, y un ambicioso programa de investigación científica. Margery Fisher, en la biografía que escribió de Shackleton, califica el plan como "difuso" y "demasiado amplio como para que el pequeño grupo de hombres de la expedición pudiese llevarlo a cabo en un plazo de dos años". Según el biógrafo Roland Huntford, la expedición no tenía claro su objetivo, fue "algo claramente improvisado, solo un pretexto (de Shackleton) para escapar".
Fisher describe la expedición como "la línea divisoria entre lo que se conoce como la edad heroica de la exploración antártica y la edad mecánica". Shackleton calificó la expedición como "pionera", por ser la primera en llevar consigo un avión, aunque en última instancia no se utilizó. En realidad, ésta fue tan sólo una de las muchas "primicias" tecnológicas que llevaba consigo la expedición, había profusión de artilugios. Para comodidad de la tripulación, el carajo llevaba calefacción eléctrica, al igual que el resto de puestos para los vigías, comunicaciones inalámbricas y un dispositivo llamado "odógrafo" que permitía registrar la ruta y la velocidad del buque automáticamente. La fotografía ocupaba un lugar destacado, y "se adquirieron una gran cantidad de costosos equipos y cámaras cinematográficas, así como aparatos fotográficos engeneral". Entre los equipos para la investigación oceanográfica, se incluía una máquina Lucas para el sondeo en aguas profundas.
Todos esos gastos se hicieron gracias al patrocinio de Rowett, que había ampliado la cantidad inicial que aportó hasta cubrir todos los gastos de la expedición. El importe de la contribución de Rowett no quedó registrado; en un folleto informativo —sin fecha— sobre la expedición al sur, Shackleton había estimado el coste total en "alrededor de 100.000£". Cualquiera que fuese el total, Rowett parece ser que aportó toda la cantidad, lo que le permitió escribir a Frank Wild a su regreso que fue la única de las expediciones antárticas que finalizó sin dejar ninguna deuda pendiente. Según Wild, sin Rowett la expedición hubiera sido imposible: "Su generosa actitud es más notable por cuanto que no había ninguna posibilidad de obtener rentabilidad financiera, y lo que hizo fue en interés de la investigación científica y por su amistad con Shackleton". El único reconocimiento que se le hizo fue el darle su nombre a la expedición. Rowett, según Huntford, "era un aburrido y prosaico hombre de negocios". Fue, en 1920, el cofundador y principal contribuyente a un instituto de investigación sobre la alimentación animal en Aberdeen conocido como Rowett Research Institute (ahora forma parte de la Universidad de Aberdeen). Donó dinero para los trabajos de investigación dental en el Middlesex Hospital. Rowett no vivió mucho después del regreso de la expedición, murió en 1924, a la edad de 50 años. e suicidó, al parecer, porque le iban mal los negocios y su fortuna estaba desapareciendo.

### Quest

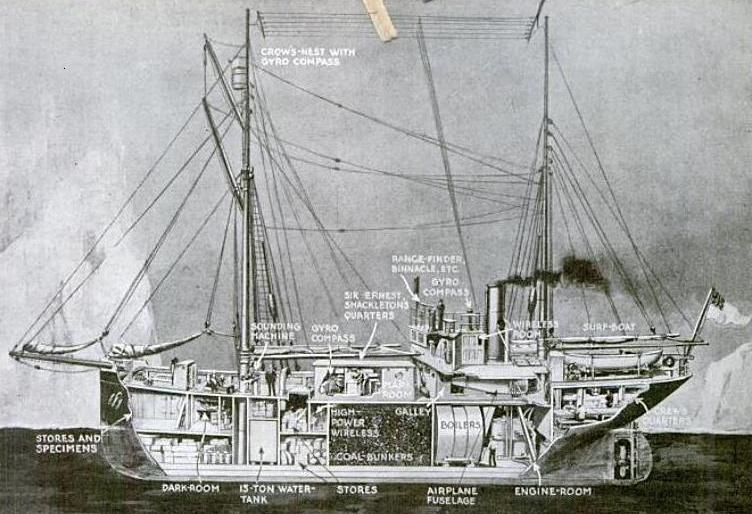
Dibujo del "Quest" procedente de una revista popular sobre ciencia de diciembre de 1921.

En marzo de 1921, Shackleton rebautizó al barco de la expedición como Quest. Era un barco pequeño, de tan solo 125 toneladas según Huntford, llevaba velas y un motor auxiliar que supuestamente le hacían capaz de alcanzar los ocho nudos, pero en realidad rara vez llegaba a los cinco y medio. Huntford lo describe como un barco difícil de gobernar, que con mar gruesa rolaba sin control. Fisher indica que fue construido en 1917 y pesaba 204 toneladas, disponiendo de una espaciosa cubierta. A pesar de que había algunas instalaciones modernas, como la instalación eléctrica en los camarotes, el barco era inadecuado para largas travesías oceánicas; Shackleton, el primer día de navegación observó que "de ninguna manera estamos preparados como para ignorar ni la tormenta más ligera". Leif Mills, en su biografía de Frank Wild, dice que el buque había sido adoptado para el mar de Beaufort, de conformidad con los planes originales de Shackleton, pues de haberlo dejado como estaba podría haber sido aplastado por el hielo del Ártico. En su viaje al sur sufrió daños y averías frecuentes, lo que hizo que tuviesen que hacer reparaciones en cada puerto de escala.

### Personal
El diario The Times informó que Shackleton había previsto enrolar una docena de hombres para viajar al Ártico "principalmente entre aquellos que lo habían acompañado en anteriores expediciones". En realidad, el Quest salió de Londres hacia el sur con veinte hombres, de los cuales ocho eran compañeros del Endurance; otro, James Dell, era veterano de la Expedición Discovery de hacía veinteaños. Algunos de los miembros de la expedición anterior aún no habían cobrado sus salarios, pero se alistaron de nuevo con Shackleton por lealtad personal.

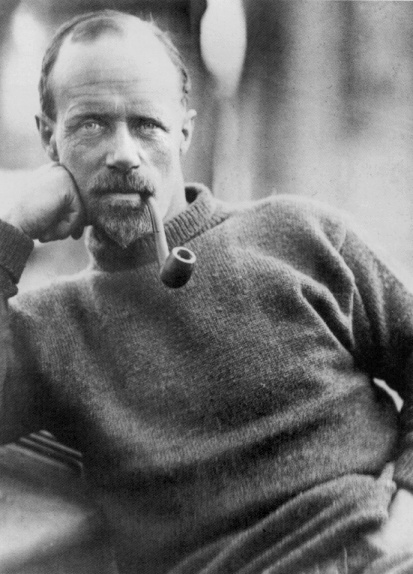
Frank Wild, segundo al mando en la expedición.

Frank Wild, en su cuarto viaje con Shackleton, desempeñó el puesto de segundo en el mando, como lo había hecho en la expedición anterior del Endurance. Frank Worsley, el excapitán del Endurance, se convirtió en capitán del Quest. Se enrolaron también otros antiguos compañeros, incluidos los dos médicos cirujanos, Alexander Macklin y James McIlroy, el meteorólogo Leonard Hussey, el ingeniero Alfred Kerr, el marinero Tom McLeod y el cocinero Charles Green. Shackleton creyó que Tom Crean se enrolaría y se haría cargo de los botes, pero Crean se había retirado de la Armada para casarse y tener familia, había vuelto a su casa en el condado de Kerry, y rechazó la invitación de Shackleton.

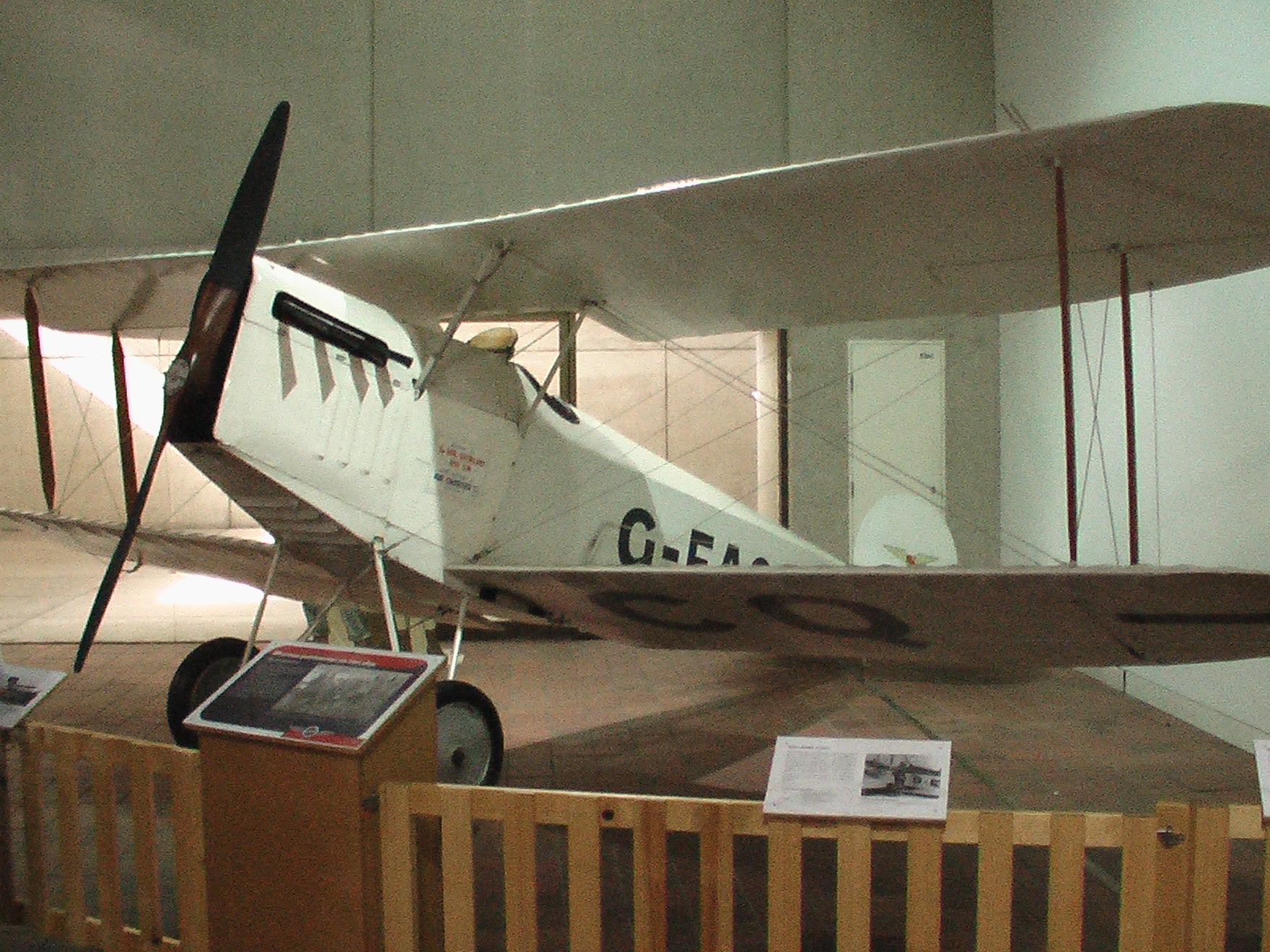
Un Avro Baby expuesto en el Museo de Queensland, Brisbane.

Uno de los recién llegados era Roderick Carr, un neozelandés piloto de la Royal Air Force (RAF) que fue contratado para pilotar el avión de la expedición, un Avro Baby de un modelo denominado "Antartic", era un Avro Baby modificado y convertido en hidroavión con un motor de 80 caballos. Roderick se había encontrado con Shackleton en el norte de Rusia, y recientemente había estado desempañando el puesto de Jefe de Estado Mayor de la fuerza aérea lituana. De hecho, el avión no fue utilizado durante la expedición, debido a que le faltaban algunas piezas, y por ello Carr se dedicó a colaborar en el trabajo científico. En el equipo científico estaba el biólogo australiano Hubert Wilkins, que tenía experiencia del Ártico, y el geólogo canadiense Vibert Douglas, que inicialmente había firmado para el viaje al mar de Beaufort que se canceló. Los enrolados que más llamaron la atencióneran los dos miembros de los Boy Scouts, Norman Mooney y James Marr. Como resultado de la publicidad organizada por el periódico Daily Mail, estos dos habían sido seleccionados para unirse a la expedición entre unos 1700 scouts que habían solicitado participar. Mooney, que era originario de las islas Orcadas, abandonó pronto la expedición, desembarcó en Madeira debido a que padecía mareos crónicos. Marr, de 18 años de edad, de Aberdeen, permaneció con la expedición hasta su final, ganándose los aplausos de Shackleton y Wild por su empeño y dedicación en las tareas que se le encomendaron. Después de haber sido asignado a realizar tareas de fogonero en las calderas de carbón del barco, Wild dijo de él que "realizó el trabajo muy bien, era un reto para él y lo superó demostrando una notable resistencia".

## Expedición

### Viaje al sur

Georgia del Sur, primer puerto de escala de la expedición en la zona subantártica. Grytviken aparece indicado en la costa norte.

El Quest zarpó del muelle de St Katherine de Londres el 17 de septiembre de 1921, tras la inspección realizada por el rey Jorge V. Grandes multitudes se reunieron en las orillas del río y en los puentes para presenciar el evento. Marr escribió en su diario que era como si "todo Londres se hubiese puesto de acuerdo para ofrecernos una calurosa despedida".
El plan original de Shackleton era navegar hasta Ciudad del Cabo, visitando las principales islas del Atlántico Sur durante la travesía. Desde Ciudad del Cabo, el Quest se dirigiría a las costas de la Antártida en la Tierra de Enderby, donde, una vez en el hielo, explorarían la costa en dirección a la Tierra de Coats en el mar de Weddell. Al final de la temporada de verano el buque visitaría Georgia del Sur antes de regresar a Ciudad del Cabo para reabastecerse y prepararlo todo para el segundo año de trabajo. Sin embargo, el mal rendimiento del barco en las primeras etapas del viaje echó por tierra ese plan. Tras tener serios problemas con el motor, se vieron obligados a permanecer una semana en Lisboa, y por el mismo motivo recalaron en Madeira y en las islas de Cabo Verde. Estos retrasos y la lentitud del buque obligaron a Shackleton a tomar la decisión de anular las visitas a las islas del Atlántico Sur, y por ello se dirigió hacia Río de Janeiro, donde el motor podría ser revisado a fondo. El Quest llegó a Río el 22 de noviembre de 1921.
La revisión del motor y su reparación, así como la sustitución del mastelero dañado, retrasaron la salida de Río durante cuatro semanas. Esto significaba que ya no era factible ir a Ciudad del Cabo, en cambio, Shackleton decidió que el buque navegase directamente al puerto de Grytviken en Georgia del Sur. Esta decisión implicaba que tuviesen que prescindir de los equipos y suministros que habían sido enviados a Ciudad del Cabo para embarcarlos allí, pero Shackleton esperaba que todo lo que no habían podido embarcar podría ser encontrado en Georgia del Sur. Shackleton no era muy preciso a la hora de indicar qué dirección tomaría la expedición tras dejar Georgia del Sur; Macklin escribió en su diario, "El jefe dice ... con toda franqueza, que no sabe lo que va a hacer".

### Muerte de Shackleton
El 17 de diciembre, el día antes de que el Quest zarpase de Río, Shackleton se puso enfermo. Puede que hubiese sufrido un ataque al corazón; Macklin fue avisado, pero Shackleton se negó a ser examinado y a la mañana siguiente dijo que se encontraba "mejor". El primer oficial escribió que durante el viaje a Georgia del Sur a Shackleton se le veía anormalmente débil y apático. También comenzó a beber champaña cada mañana, "para mitigar el dolor", en contra de su norma de no permitir el alcohol en el mar. Una gran tormenta arruinó el plan que había hecho la tripulación para celebrar la Navidad, y un nuevo problema con el horno que alimentaba el motor de vapor retrasó la marcha, lo que hizo que el estrés de Shackleton se agudizase. El 1 de enero de 1922 amainó la tormenta: "el descanso y la calma después de la tormenta, el año ha empezado bien para nosotros", escribió Shackleton en su diario. El 4 de enero de 1922, por la mañana, avistaron Georgia del Sur, y por la tarde el Quest echaba el ancla en Grytviken. 

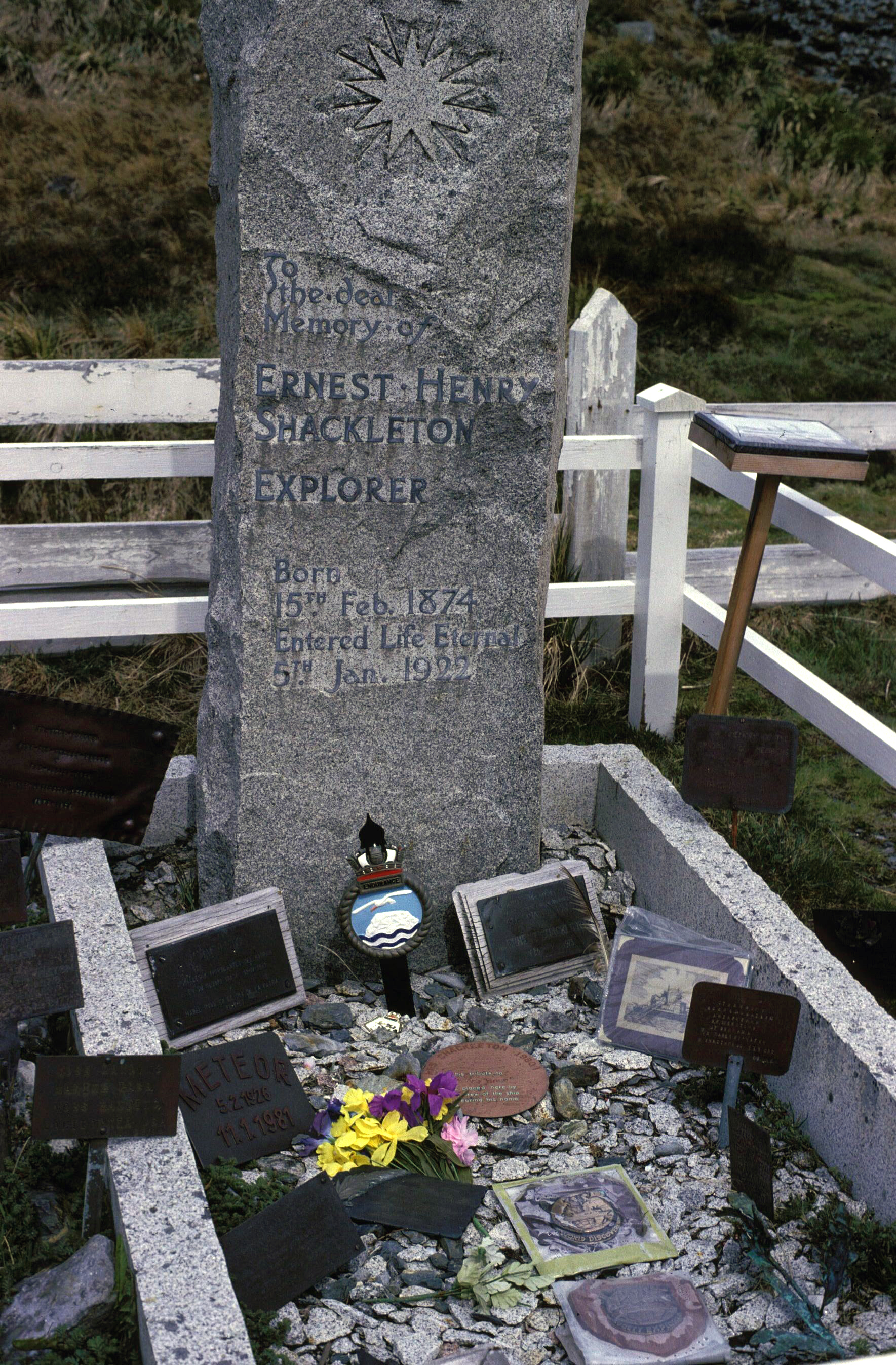
La tumba de Sir Ernest Shackleton.

Después de visitar la estación ballenera, Shackleton regresó a la nave aparentemente descansado. Le dijo a Frank Wild que celebrarían la Navidad, con retraso, al día siguiente, y se retiró a su camarote para escribir en su diario. "El olor de los viejos cadáveres de ballena lo impregna todo", escribió. "Es un lugar extraño y curioso ... Una noche maravillosa. En la oscuridad del crepúsculo he visto una estrella solitaria brillando como una joya sobre la bahía". Más tarde se durmió, y McIlroy, el médico cirujano, oyó sus ronquidos cuando terminaba su guardia. Poco después de las dos de la madrugada del 5 de enero, Macklin, que se había hecho cargo de la guardia, fue llamado por Shackleton a su camarote. Según consta en el diario de Macklin, este encontró a Shackleton quejándose de grandes dolores en la espalda y con neuralgias faciales, y le pidió algún medicamento para aliviar el dolor. En una breve discusión con su jefe, Macklin le dijo que llevaba una vida muy ajetreada y que era necesario que llevase una vida más tranquila y regular. Macklin anotó en su diario las palabras de Shackleton, que le dijo: "Uno siempre está queriendo dejar algunas cosas, ¿a qué debo renunciar?". Macklin le respondió "Principalmente al alcohol, jefe, no creo que le convenga". Inmediatamente después a Shackleton "le sobrevinieron agudas convulsiones y murió".
En el certificado de defunción firmado por Macklin, figuraba como causa de la muerte "ateroma de las arterias coronarias e insuficiencia cardiaca", en términos modernos se denomina trombosis coronaria. Esa mañana, algo más tarde, Wild, que estaba ahora al mando, dio la noticia a la tripulación que quedó conmovida y les dijo que él dirigiría la expedición. El cuerpo fue llevado a tierra para su embalsamamiento, pues sería llevado a Inglaterra. El 19 de enero, Leonard Hussey acompañó el cuerpo en un barco a vapor con destino a Montevideo, pero al llegar allí se encontró un mensaje de la señora Shackleton en el que le decía que el cuerpo debía regresar a Georgia del Sur para ser enterrado allí. Hussey acompañó de nuevo al cuerpo en un vapor británico de regreso a Grytviken. El 5 de marzo, Shackleton fue enterrado en el cementerio noruego; el Quest ya había zarpado, por lo que el único miembro de la expedición que asistió al entierro fue Hussey. Una simple cruz estuvo sobre su tumba hasta que fue sustituida, seis años más tarde, por una columna de granito.

### Viaje al hielo
Como jefe de la expedición, Wild tuvo que decidir a qué lugar deberían ir en ese momento. Kerr informó que los problemas con el horno eran resolubles, y después de completar el equipo que les faltaba en Georgia del Sur, Wild decidió que llevaría a cabo los planes originales de Shackleton. Dirigiría el barco hacia el este, a la Isla Bouvet, y más allá giraría hacia el sur para acercarse lo más posible a la Tierra de Enderby, para asícomenzar allí las labores de exploración costera. La expedición también se proponía investigar una "tierra avistada" en la embocadura del mar de Weddell, sobre la que informó Sir James Clark Ross, en 1842, pero que no se había visto desde entonces. En última instancia, sin embargo, el avance dependería de la meteorología, de las condiciones del hielo, y de la capacidad de la nave.

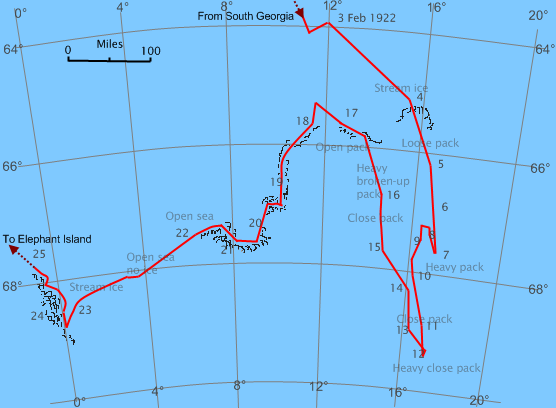
Trayecto recorrido por el Quest entre el 3 y el 24 de febrero de 1922, muestra los intentos para penetrar en la banquisa hacia las costas antárticas.

El Quest abandonó Georgia del Sur el 18 de enero en dirección sudeste, hacia las Islas Sandwich del Sur. Se encontraron con un fuerte oleaje, de modo que frecuentemente las olas pasaban sobre la cubierta, inundándola. La navegación resultaba complicada, Wild escribió que el Quest rolaba y se comportaba como un tronco, haciéndose necesario controlar las vías de agua y bombear continuamente, lo que implicaba un mayor consumo de carbón y una significativa ralentización de la marcha. Todos estos factores lo llevaron a cambiar los planes. Se abandonó la idea de visitar la Isla Bouvet para dirigirse inmediatamente al sur y alcanzarla capa de hielo, lo que lograron el 4 de febrero.
"Ahora, el pequeño Quest puede probar su valía", escribió Wild cuando el barco entró en la zona de hielos flotantes. Señaló que el Quest era el barco más pequeño de todos los que habían intentado penetrar en la banquisa, lo que le hizo reflexionar sobre el destino de muchos de ellos. "¿Escaparemos del hielo o nos veremos atrapados en el armario de Davy Jones?". Durante los días que siguieron, conforme avanzaban hacia el sur, bajaban las temperaturas y el espesor del hielo aumentaba. El 12 de febrero llegaron a la latitud más al sur que pudieron alcanzar en el viaje, los 69°17′ S, y al punto más oriental, la longitud, 17°9′ E, muy lejos aún de la Tierra de Enderby. Observando el estado del hielo marino y temiendo poder quedar atrapados, Wild decidió "retirarse de inmediato" poniendo rumbo al noroeste. Wild tenía esperanzas de poder penetrar en el hielo y alcanzar la tierra que se ocultaba más allá. El 18 de febrero dirigió el barco de nuevo hacia el sur para hacer otro intento, pero no tuvo más éxito que la vez anterior. El 24 de febrero, después de una serie de nuevos intentos que fracasaron, Wild estableció un rumbo hacia el oeste a través de la embocadura del mar de Weddell. Quería visitar la Isla Elefante, en las Shetland del Sur, antes de regresar a Georgia del Sur cuando comenzase el invierno.

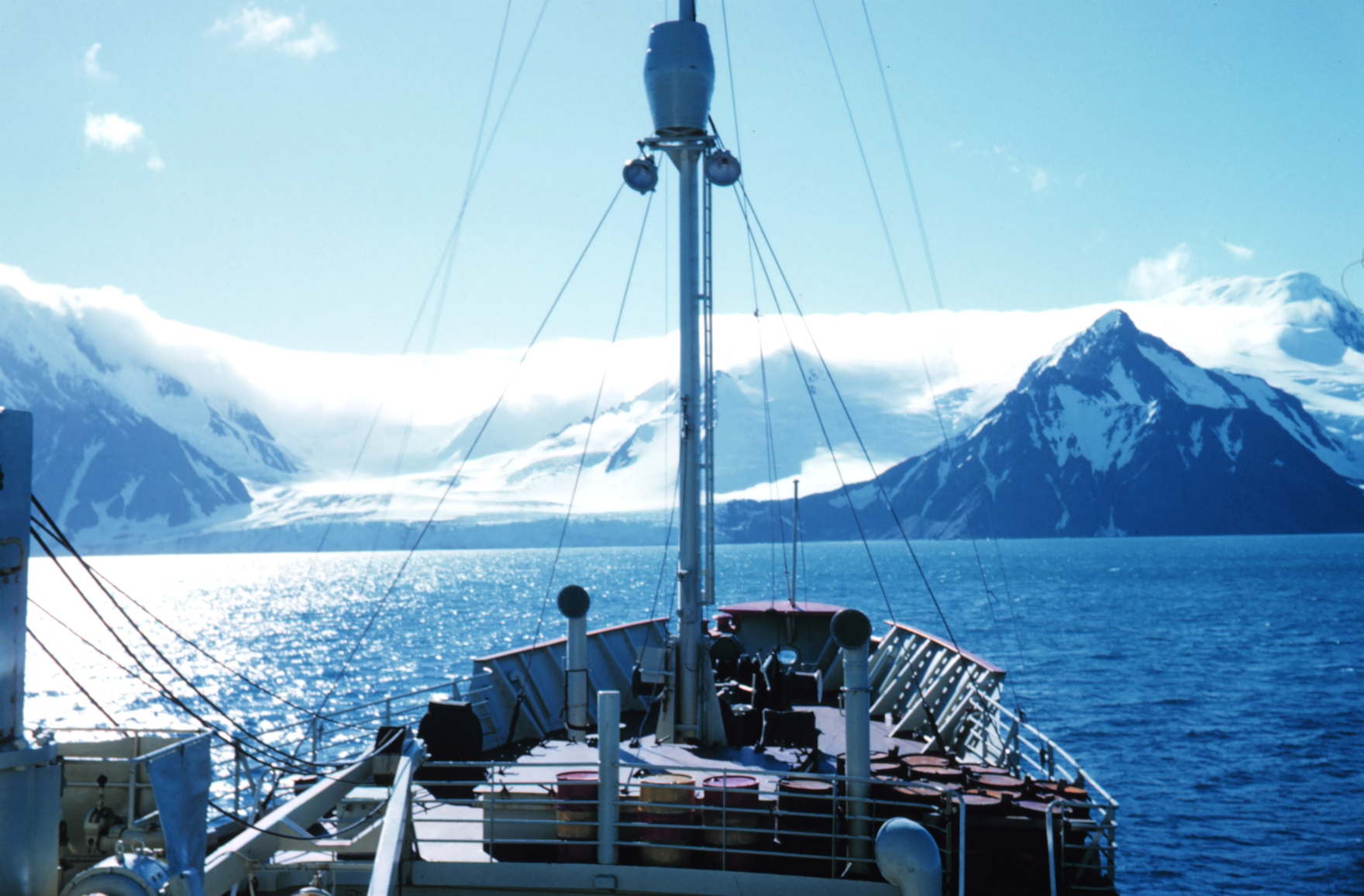
Aproximación a la Isla Elefante (fotografía de 1962).

En su mayor parte, la larga travesía por el mar de Weddell transcurrió sin incidentes dignos de mención. Wild y Worsley no congeniaban muy bien y, según Macklin, había otros descontentos entre la tripulación. Wild escribió que eso era un problema, y que requirió "un drástico tratamiento". El 12 de marzo alcanzaron los 64°11′S, 46°4′W, lugar en el que Ross había dicho que vio una isla en 1842, pero la expedición no la localizó, y dado que tras sondear la zona averiguaron que la profundidad era de unos 4.200 metros, eso les llevó a afirmar que era seguro que no había tierra alguna en las proximidades. Entre el 15 y el 22 de marzo, el Quest quedó atrapado en el hielo, eso y la escasez de carbón se convirtió en una importante preocupación. Cuando el barco quedó libre, Wild puso rumbo directamente a la Isla Elefante, donde esperaba conseguir combustible suplementario con la grasa de los elefantes marinos que cazasen allí. El 25 de marzo avistaron la isla. Wild quería volver a examinar la zona de cabo Wild, lugar donde estuvieron acampados los tripulantes de la expedición del Endurance, pero el mal tiempo se lo impidió. Pudieron observar el lugar desde el mar con binoculares gracias a viejos puntos de referencia, e inmediatamente se dirigieron a la costa oeste para cazar elefantes marinos. Fueron capaces de obtener suficiente grasa, que mezclada con el carbón y ayudados por un viento favorable, les permitió llegar a Georgia del Sur el 6 de abril.

### Regreso

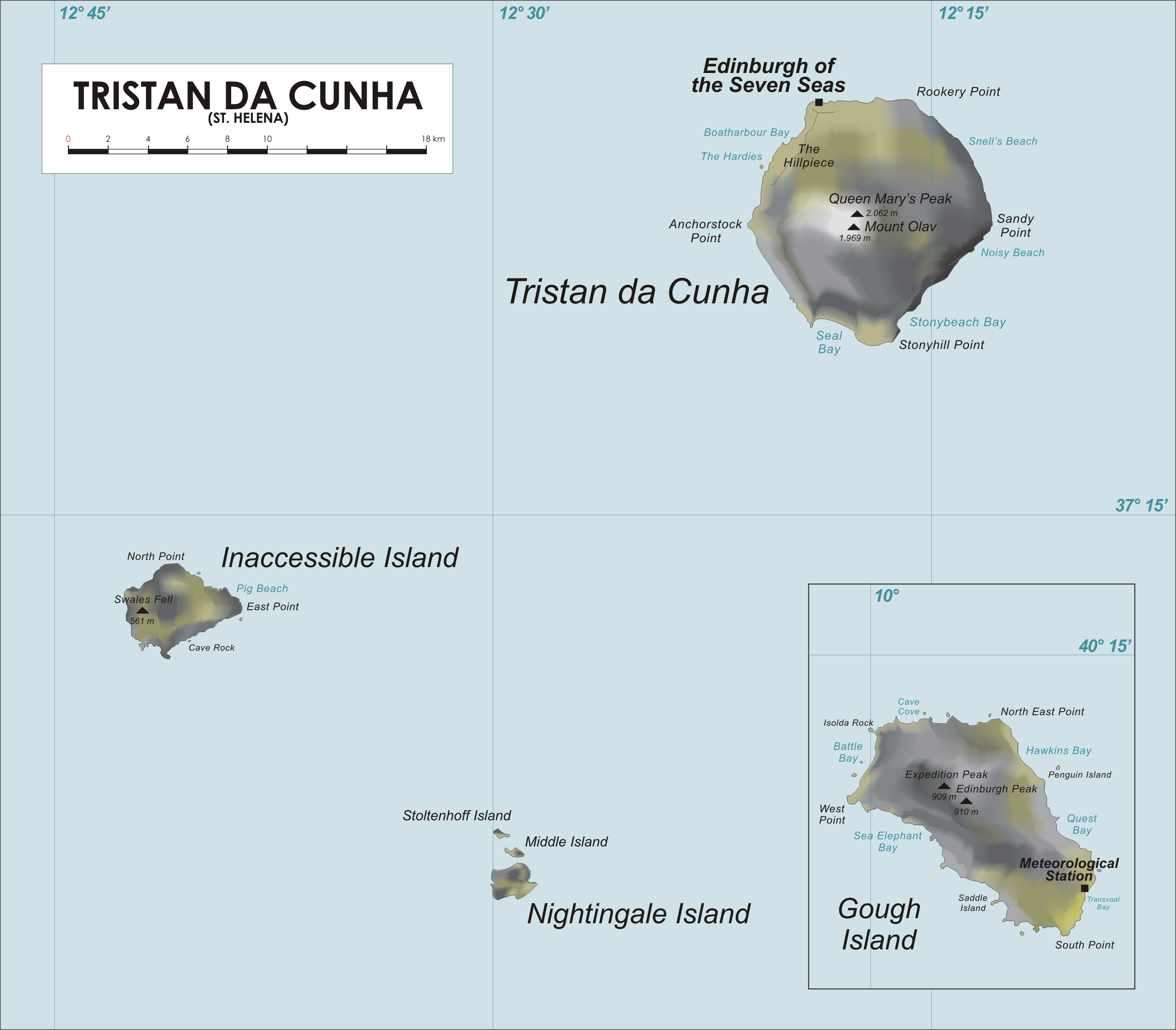
Mapa que muestra la isla Tristán da Cunha, isla Inaccessible y Diego Alvares en el Atlántico Sur.

El Quest permaneció en Georgia del Sur durante un mes, tiempo durante el cual los compañeros de Shackleton le erigieron un monumento consistente en un montículo de piedra en un cabo que domina la entrada del puerto de Grytviken. El Quest finalmente partió para Sudáfrica el 8 de mayo. El primer puerto de escala, sin embargo, iba a ser Tristán da Cunha, una remota isla habitada al suroeste de Ciudad del Cabo. Allí, siguiendo órdenes del jefe de los Scouts, Marr debía entregar una bandera a los scouts locales. Después de una dura travesía por los Rugientes Cuarentas, el Quest arribó a Tristán da Cunha el 20 de mayo.
Durante los cinco días de estancia, con la ayuda de algunos de los isleños, hicieron breves desembarcos en la pequeña isla Inaccessible, a 32 km al suroeste de Tristán, y visitaron la Isla Nightingale aún menor, para recoger especímenes. Las impresiones de Wild sobre la isla de Tristán no fueron del todo favorables, señaló la terrible miseria de la población sobre la que escribió: "Son ignorantes, alejados casi por completo del mundo, con unas perspectivas terriblemente limitadas". A pesar de estas reservas, la entrega de la bandera y el desfile de los Scout tuvo lugar antes de que el Quest zarpase hacia la isla Diego Alvares, situada a unos 320 km al este. En la isla recogieron muestras geológicas y botánicas. Llegaron a Ciudad del Cabo el 18 de junio, siendo recibidos por una multitud entusiasta. El primer ministro de Sudáfrica, Jan Smuts, dio una recepción oficial para ellos, y fueron homenajeados en cenas y comidas realizadas por las organizaciones locales.
También se encontraron con un agente de Rowett, que entregó a Wild un mensaje en el que se les ordenaba regresar a Inglaterra. Wild escribió: "Me habría gustado volver otra temporada más al Cuadrante Enderby... se podrían conseguir muchos objetivos partiendo de Ciudad del Cabo a principios de la temporada". El 19 de julio salieron de Ciudad del Cabo y navegaron hacia el norte. Visitaron Santa Helena, la Isla Ascensión y la isla de São Vicente. El 16 de septiembre, un año después de su salida, llegaron al puerto de Plymouth.

## Epílogo

### Evaluación
Según Wild, la expedición terminó "en silencio", aunque su biógrafo, Leif Mills, habla de las multitudes que les recibieron en Plymouth. Al final de su relato, Wild expresó la esperanza de que la información que habían conseguido podría "demostrar su valor para ayudar a comprender y resolver los problemas existentes". Estos resultados aparecían resumidos en cinco breves apéndices en el libro de Wild. Los resúmenes reflejan los esfuerzos del personal científico para recopilar los datos y las muestras en cada punto de escala, y también el estudio geológico realizado por Carr y Douglas en Georgia del Sur antes de iniciar el viaje hacia el sur. Asimismo se han elaborado algunos documentos y artículos científicos a partir de este material, pero fue, en palabras de Leif Mills, "muy poca cosa para justificar un año de trabajo".
La falta de un objetivo claro y definido para la expedición se agravó al no poder recoger los suministros y equipos que les esperaban en Ciudad del Cabo. Wild no pudo encontrar en Georgia del Sur lo que no habían recogido, no había perros en la isla, por lo que los viajes en trineo quedaban descartados y con ello la exploración prevista de la Tierra de Graham en la Península Antártica. La muerte de Shackleton, antes del comienzo del trabajo serio, fue un duro golpe, y se plantearon serias dudas sobre la idoneidad de Wild para sustituirle. Algunos informes hablan sobre la afición de Wild por la bebida, "prácticamente un alcohólico", según el biógrafo de Shackleton, Roland Huntford. Mills sugiere, sin embargo, que aunque hubiera vivido Shackleton para completar la expedición, es discutible si, en virtud de las circunstancias, podría haber logrado más de lo que lo hizo Wild. Ya en la primera fase del viaje al sur, la tripulación se vio afectada por los cambios en el carácter de Shackleton, entre otros su apatía, la docilidad y la vacilación.
En cuanto a la innovación técnica, el hecho de que el avión no pudiese volar fue otra decepción. Shackleton había puesto sus esperanzas en conseguir ser pionero en el empleo de la aviación en aguas antárticas, llegando a discutir este tema con el Ministerio Británico del Aire. De acuerdo con el relato de Fisher, algunas piezas vitales del avión se habían enviado a Ciudad del Cabo y no las pudieron recoger. El equipo de radio de largo alcance, de 220 voltios, nunca funcionó correctamente y se abandonó desde el principio. La radio más pequeña, de 110 voltios, funcionó, pero solo tenía un alcance de unos 400 km. Durante la visita a Tristán, Wild intentó instalar un nuevo aparato de radio con la ayuda de un misionero, pero esto también fue infructuoso.

### Final de la Edad Heroica
Tras el regreso del Quest, se produjo un paréntesis en la exploración antártica, y durante los siguientes siete años no hubo ninguna expedición importante a la zona. Las expediciones que siguieron fueron de un carácter diferente al de las precedentes, estas nuevas pertenecen a la llamada "edad mecánica" que sucedió a la Edad Heroica.
Al final de su relato sobre la expedición del Quest, Wild escribió sobre la Antártida: "Creo que mi trabajo allí está terminado". Nunca volvió, el final de su carrera, al igual que la de Shackleton, había puesto fin a la Edad Heroica. Ninguno de los miembros de la expedición que eran veteranos del Endurance volvió a la Antártida, aunque Worsley hizo un viaje al Ártico en 1925. De los demás miembros de la expedición, el naturalista australiano Hubert Wilkins se convirtió en un pionero aviador, tanto en el Ártico como en la Antártida; en 1928 voló desde Point Barrow en Alaska hasta Spitsbergen. Hizo varios intentos infructuosos durante el decenio de 1930, en colaboración con el aventurero americano Lincoln Ellsworth, para volar al Polo Sur. James Marr, de los Boy Scout, se convirtió en un habitual de la Antártida después de terminar sus estudios de biología marina, y participó en varias expediciones australianas en las décadas de 1920 y 1930. Roderick Carr, el frustrado piloto, se convirtió en mariscal del aire de la Royal Air Force.